# Hjalmar Mellin
Robert Hjalmar Mellin (Liminka, 19 giugno 1854 – Helsinki, 5 aprile 1933) è stato un matematico finlandese.
Studiò all'Università di Helsinki e più tardi a Berlino sotto la guida di Karl Weierstrass. È conosciuto principalmente per aver sviluppato la trasformata integrale conosciuta come trasformata di Mellin. È noto anche per le sue considerazioni critiche sulla teoria della relatività.